# Krupp K5
Krupp K5 bylo těžké železniční dělo používané nacistickým Německem během druhé světové války.

## Popis
Řada železničních děl Krupp K5 byla vyzbrojena 21,5 m dlouhou kanónovou hlavní v pevné lafetě dovolující pouze změnu náměr zbraně. Tato lafeta pak byla postavena na dvojici šestinápravových podvozků určených k provozu na veřejných a vojenských železničních tratích postavených podle německých norem. Tato lafetáž umožňovala odměr pouze dva stupně.[zdroj?] Vůz musel být na kolejích nejprve vyrovnán směrem k cíli, přičemž po zastavení byla možná pouze minimální jemná úprava zaměření. Proto mohlo dělo střílet pouze na cíle tečné k železniční trati.
Pro zaměřování cílů, které vyžadovaly větší odměr, se buď vybudoval železniční oblouk, po kterém se zbraň posouvala dozadu nebo dopředu, nebo se položila příčná kolej s předním podvozkem otočeným kolmo ke zbytku zbraně a pohybujícím se po příčné koleji, aby se zbraň mohla zaměřovat, nebo se pro 360 stupňovou dráhu mohla zkonstruovat "Vögeleho točna", která se skládala ze zvýšené části kolejnice ("palebného lože") nesoucí zbraň, která se pohybovala po kruhové dráze s centrálním zvedákem, který zbraň během otáčení zvedal a přebíral část obrovské hmotnosti děla.
Hlaveň K5 má ráži 283 mm a je drážkovaná dvanácti drážkami, hlubokými 7 mm. Ty byly původně 10 mm hluboké, ale posléze upraveny, kvůli problémům s praskáním vývrtu.[zdroj?]

## Historie
K5 byl výsledkem programu, který byl zahájen ve 30. letech 20. století s cílem vyvinout do roku 1939 železniční děla pro podporu Wehrmachtu. Vývoj K5 začal v roce 1934 a první zkoušky následovaly v roce 1936 v Schießplatz Rügenwalde-Bad v bývalém Pomořansku na jižním pobřeží Baltského moře. Počáteční zkoušky byly provedeny s hlavní ráže 150 mm pod označením K5M.
Díky výrobě bylo osm děl zařazeno do služby v bitvě o Francii, ačkoli se vyskytly problémy s praskáním hlavně, které byly odstraněny změnami v drážkování. Děla pod označením K5 Tiefzug pak spolehlivě sloužila až do konce války. Tři z nich byla instalována na pobřeží Lamanšského průlivu, kde měla narušovat britskou lodní dopravu, ale v této roli se ukázaly jako neúspěšné.
Dvě děla K5, pojmenovaná německými posádkami "Robert" a "Leopold", byla v únoru 1944 odeslána do Itálie, aby pomohla čelit americkému vylodění u města Anzio. Spojenečtí vojáci, kteří uvízli na pláži, přezdívali obě německá děla "Anzio Annie" a "Anzio Express" kvůli zvuku letícího granátu, připomínajícímu hukot expresního vlaku. Dne 18. května 1944 děla vystřílela zbývající munici a poté unikla podél pobřežní železnice do železniční stanice v Civitavecchia, kde se připravovala na evakuaci. To se ukázalo jako nemožné a děla byla zničena svými posádkami. Ke konci války byly provedeny úpravy, které umožnily K5 střílet raketové střely, aby se zvýšil dostřel. Úspěšně byla realizována jejich střelba z K5Vz.
Posledním experimentem bylo odvrtání dvou zbraní na hladký vývrt, aby bylo možné střílet šípovými náboji Peenemünder Pfeilgeschosse. Obě upravené zbraně byly označeny jako K5 Glatt.
Bylo předloženo několik dalších návrhů na úpravu nebo vytvoření nových modelů K5, které se nikdy nedočkaly výroby. Zejména existovaly plány na model, který by mohl opustit železnici pomocí speciálně upraveného podvozku tanku Tiger II, který by nesl skříň lafety podobně jako dva podvozky železniční zbraně. Tento projekt byl ukončen porážkou Německa.
Dělo K5 Lepold se nyní nachází v Muzeu zbraní armády Spojených států na Aberdeen Proving Ground v Aberdeenu ve státě Maryland ve Spojených státech amerických. Druhé dělo se nachází u muzea Batterie Todt.